# Brabançonne
Brabançonne (hrv.: "Pjesma o Brabantu" ↓1) je državna himna Kraljevine Belgije. Postoje tri verzije pjesme, na njemačkom, nizozemskom i francuskom, jer su to tri službena jezika u Belgiji.

## Povijest
Postoji legenda o nastanku belgijske državne himne. U rujnu 1830., u kafiću Aigle d'Or u Bruxellesu sastaju se mladići, i tijekom razgovora i smijeha jedan počinje recitirati pjesmu. Bio je to mladi revolucionar zvan Jenneval, Francuz čije je pravo ime bilo Alexandre Dechet.
Sigurno je da je on autor Brabançonne. Tada je bio glumac u kazalištu u kojem je u kolovozu 1830. počela revolucija koja je završila nezavisnošću Belgije od Nizozemske. Jenneval je umro u tom ratu.
François Van Campenhout uglazbio je himnu i ona je izvedena prvi put u rujnu 1830.
Godine 1860. Belgija je i službeno prihvatila uglazbljenu pjesmu za nacionalnu himnu, ali je belgijski premijer izmijenio neke riječi iz političkih razloga.

## Zanimljivosti
Brabançonne je i naziv spomenika iz 1930. kojeg je na trgu Surlet de Chokier u Bruxellesu podigao Charles Samuël. Na njemu se nalaze djelomični tekstovi himne na francuskom i nizozemskom jeziku. Smatra se da je umjetnikov uzor bila francuska himna La Marseillaise koja također ima spomenik u Parizu.
Kraj, koji govori o vjernosti "Le Roi, la Loi, la Liberté!" (Kralju, zakonu i slobodi) očito je povezan s francuskim nacionalnim sloganom "Liberté, égalité, fraternité" (Sloboda, jednakost i bratstvo), s republikom zamijenjenom u belgijskoj verziji ustavnom monarhijom. Zapravo, slogan sličan belgijskom je "la Nation, la Loi, le Roi" ("Narod, zakon i kralj"), koji se koristio u ranim danima Francuske revolucije, kada se njenim ciljem još smatrala ustavna monarhija, a ne republika.